# Europäisches Klassikfestival Ruhr
Das Europäische Klassikfestival ist ein Festival der klassischen Musik, das seit dem Jahr 1998 in jedem Sommer im nördlichen Ruhrgebiet sowie angrenzenden Münsterland stattfindet. Sowohl international bekannte Musiker als auch Nachwuchskünstler bringen dabei an mehreren Spieltagen und wechselnden Standorten unterschiedliche Facetten der klassischen Musik zu Gehör. Ziel des Festivals ist die Förderung der klassischen Musik und das gemeinsame Musizieren mit Künstlern aus ganz Europa. Mehrere namhafte ortsansässige Firmen, Verbände und Einrichtungen engagieren sich beim Europäischen Klassikfestival als Sponsoren.

## Konzerte
In jedem Jahr finden etwa 80 Konzertveranstaltungen an mehreren Standorten im Ruhrgebiet statt. Diese reichen von städtischen Schulen oder Altenheimen, über Burgen, Schlösser, Kirchen und Kapellen entlang der Lippe bis hin zu bekannten Veranstaltungsorten – bevorzugt Industriekultur – wie u. a. dem Gasometer Oberhausen, dem Kulturzentrum Herne, dem Ruhrfestspielhaus in Recklinghausen oder dem Yehudi-Menuhin-Forum in Marl. Die Veranstaltungen sind in Konzertreihen zusammengefasst, die jeweils einem unterschiedlichen Zielpublikum einen Eindruck von klassischer Musik vermitteln sollen:
- „Ars musica ad Lupiam“ (Kammer- und Kirchenkonzerte entlang der Lippe)
- „Klassik für Kiga“, „Klassik für Kids“, „Klassik für Teens“ (Kinder- und Jugendkonzerte in Kindergärten und Schulen)
- „MusiA.“ (Konzerte in Seniorenheimen)
- „Sommernachtsträume“ und „Night of Glory“ (Sinfoniekonzerte)

## Teilnehmende Musiker und Orchester
- Sinfonieorchester Pécs
- Philharmonia Hungarica Festivalorchester
- Sinfonietta Hungarica
- Oleg Poliansky (Klavier)
- Jeremy Menuhin (Klavier)
- Klaus Doldinger und Passport
- Maria Kliegel (Violoncello)
- Anna Malikova (Klavier)
- Landesjugendorchester NRW
- Neue Philharmonie Westfalen
- Volker Zwetzschke (Klavier)
- Marc Pierre Toth (Klavier)
- Ensemble Corrélatif – Das Holzbläserquartett
- David Salomon Jarquín